# Ágio Pnévma
Ágio Pnévma (Agio Pnevma) är en ort i Grekland.   Den ligger i prefekturen Nomós Serrón och regionen Mellersta Makedonien, i den nordöstra delen av landet, 300 km norr om huvudstaden Aten. Ágio Pnévma ligger 310 meter över havet och antalet invånare är 1 353.
Terrängen runt Ágio Pnévma är varierad. Runt Ágio Pnévma är det ganska glesbefolkat, med 42 invånare per kvadratkilometer. Närmaste större samhälle är Serrai, 11,2 km väster om Ágio Pnévma. Trakten runt Ágio Pnévma består till största delen av jordbruksmark.